# Caroline Got
Pour les articles homonymes, voir Got.
Caroline Got, née en 1964, est une dirigeante de télévision française. Elle dirigea les chaines de télévision TMC et NT1 avant de rejoindre France Télévisions en 2015 en tant que directrice de la stratégie et des programmes.

## Biographie

### Formation
Caroline Got est diplômée de l'IEP de Paris (1986) et d'un troisième cycle de sciences politiques (1989).

### Carrière
De 1999 à 2004, Caroline Got est directrice des achats cinéma chez TF1 Vidéo puis directrice des pré-achats pour TPS de 2004 à 2007. En 2007, elle devient directrice de l'unité Fictions étrangères pour France Télévisions,.
Elle est directrice générale de TMC et NT1 de 2008 à 2015.
Le 20 juillet 2015, le journal Le Monde annonce que Caroline Got se verra confier à la rentrée la direction de la stratégie et des programmes de France Télévisions. Elle a pour mission « de mettre en place une politique de bouquet, créer une complémentarité, une ligne éditoriale commune entre les différentes chaînes de France Télévisions, tout en réaffirmant l’identité propre à chacune d’entre elles ».
Le 8 décembre 2015, elle prend en plus de ses fonctions de directrice de la stratégie et des programmes de France Télévisions, la direction de France 5 en tant que directrice exécutive de la chaîne, en remplacement de Michel Field nommé à partir du 8 décembre 2015, directeur de l'information de France Télévisions en remplacement de Pascal Golomer. À partir du 5 octobre 2016, elle est nommée directrice exécutive de France 2.
Durant sa fonction, elle prend la décision de licencier l'humoriste Tex après une blague sur les femmes battues dans l'émission C'est que de la télé sur la chaîne C8. Le dessinateur Riss apporte son soutien à Tex dans un éditorial de Charlie Hebdo, où il défend le droit de rire de blagues « drôles ou pas » et dénonce dans cette affaire l'avènement d'« une France de corbeaux, de lâches et de délateurs, qui croient défendre le bien, mais ne défendent que leur servilité (...) on s'adresse aux citoyens comme s'ils étaient des gosses. On leur fait les gros yeux quand ils disent des gros mots ».
Pour Gilles-William Goldnadel, le licenciement de Tex est caractéristique d'un climat « de censure et d'hystérie collective ». Olivier de Benoist regrette que les humoristes soient devenus des « cibles faciles » et juge que la liberté de ton dans le comique est en recul. Le 10 janvier 2018, dans une interview accordée à Média+, Caroline Got, justifie sa décision en avançant que « le public féminin a un énorme problème avec Tex et ses blagues que le public juge déplacées et lourdes. Il s’avère qu’il a fait la blague de trop. »

## Décorations
- Officier de l'ordre des Arts et des Lettres Elle est promue au grade d’officier le 23 mars 2017[13].